# إليس تي جونسون
إليس تي جونسون (بالإنجليزية: Ellis T. Johnson)‏ هو لاعب كرة قاعدة أمريكي، ولد في 8 أغسطس 1910، وتوفي في 5 أغسطس 1990.